# Selección femenina de hockey sobre hielo de Inglaterra
La selección femenina de hockey sobre hielo de Inglaterra representa a Inglaterra en las competiciones internacionales de hockey sobre hielo. Desde 1987, el equipo ha participado en cinco juegos.

## Récord contra otras naciones
| Equipo    | PJ | PG | PE | PP | GF | GC |
| --------- | -- | -- | -- | -- | -- | -- |
| Escocia   | 3  | 2  | 1  | 0  | 11 | 2  |
| Gales     | 1  | 0  | 0  | 1  | 1  | 4  |
| Dinamarca | 1  | 0  | 0  | 1  | 1  | 5  |
| Total     | 5  | 2  | 1  | 2  | 13 | 11 |